# Corpus Christibasiliek
De Corpus Christi-basiliek (Pools: Bazylika Bożego Ciała) is een gotisch kerkgebouw in Kazimierz, een wijk in Krakau. Het kerkgebouw behoort tot de belangrijkste kerken van Krakau en is gelegen in een gebied waar vroeger veel joden woonden.

## De overlevering
Tijdens het octaaf van Sacramentsdag pleegden een door de duivel opgehitste groep hebzuchtige inwoners van Krakau een inbraak in de plaatselijke Allerheiligenkerk. Zij ontvreemdden een prachtige koperen vergulde monstrans, waarvan de kunstzinnige waarde vele malen hoger was dan de waarde van het gebruikte materiaal. Nadat de dieven ontdekten dat zij niet een gouden, maar een koperen monstrans hadden gestolen, raakten zij bezeten van angst voor de ontdekking en de straf die op deze heiligschennis stond. De misdadigers maakten zich afhandig van de monstrans door het voorwerp in een met bosjes overdekt moeras bij Bawół te gooien, een dorp dat destijds bij het domkapittel van Krakau behoorde. Boven het moeras vlamde daarna zowel 's nachts als overdag een blauw hemels vuur op. Velen zagen in het onverklaarbare lichtschijnsel een wonder en lichtten de bisschop Bodzęca, het domkapittel en later de vrome vorst Casimir de Grote in. Overtuigd van een hemels teken werd een processie georganiseerd waaraan heel Krakau moest deelnemen. De processie begaf zich naar het moeras en tijdens de zoektocht naar de plek waar het licht vandaan kwam stuitte men op de extreem glanzende monstrans. De monstrans werd daarna teruggebracht naar de Allerheiligenkerk en de koning, zeer onder de indruk van het wonder, deed daarop de plechtige belofte om op de moerassige plek een kerk te bouwen die gewijd zou worden aan het Allerheiligst Sacrament.

## Geschiedenis
De kerk werd in opdracht van koning Casimir III gebouwd op de plaats waar volgens de overlevering de gestolen monstrans met het Allerheiligste Sacrament werd teruggevonden. In eerste instantie betrof de nieuwe kerk een houten bouwwerk, maar vanaf 1385 werd begonnen aan de bouw van een drieschepige stenen kerk zonder dwarsschip. In 1405 werd de bouw voltooid. Koning Wladislaus II Jagiello vertrouwde in 1405 de zorg van de kerk aan de reguliere kanunniken van Lateranen toe. Leden van deze congregatie waren afkomstig uit Kłodzko. In 1410 werd begonnen met de bouw van het klooster voor de kanunniken. De met pinakels en reliëfs van Christus, de Maagd Maria, Sint-Johannes en Poolse en Litouwse wapenschilden versierde topgevel kwam in 1500 gereed.
In 1556 viel de toren met de vier klokken ten prooi aan vlammen. Op 9 december 1594 werd de kerk opnieuw getroffen door brand waardoor het dak en het oude orgel verloren gingen.
In de eerste helft van de 17e eeuw (1612-1644) werd het gebouw verrijkt met veel barokke kunstwerken, het mausoleum voor de in 2010 heilig verklaarde Stanislaus van Kazimierz en een aantal altaren. Uit deze periode dateren ook de barokke koepels en de maniëristische bekroning van de toren. De inval van Zweden in 1655 maakte een eind aan de voorspoed. Een deel van de kerkschat kon in veiligheid worden gebracht, maar een ander deel moest de proost om de levens van de kanunniken te sparen als buit afgeven. Veel boeken van de kloosterbibliotheek werden vernietigd. De kerk zelf werd ontheiligd en als paardenstal in gebruik genomen. Na de bevrijding in 1657 begon de wederopbouw. Ondanks de algehele verarming van het land werden er nog vier altaren, de fraaie kansel (1740-1745), de kruisigingsgroep in de triomfboog (1763-1766) toegevoegd.
Vanaf 1847 begon met onderbrekingen een bijna veertig jaar durende restauratie. In 1861 werd de proosdij verheven in de rang van abdij. Als straf voor de deelname van de kanunniken aan de januariopstand in 1863 tegen Rusland werd het klooster, net als alle andere kloosters in het door de Russen geannexeerde deel van Polen, geconfisqueerd. Na een moeilijke periode tijdens de communistische jaren worden in de kerk onafgebroken renovaties uitgevoerd. De uit de 15e eeuw stammende gotische kerkvensters, de kapellen en de inrichting werden net als het koorgestoelte gerestaureerd. Ook de muren van de kerk en de kloosterbibliotheek maakten deel uit van de herstelwerkzaamheden.
Op 25 januari 2005 verleende paus Johannes Paulus II de Corpus Christikerk de status basilica minor.

## Interieur
De kerk is een gotisch gebouw, maar het interieur overweldigt met barokke kunstwerken. Naast de vele altaren, grafmonumenten en schilderijen zijn met name bezienswaardig:
- Het hoofdaltaar; een werk van Baltazar Kuncz uit 1634. Het altaarschilderij met de geboorte van Christus en de aanbidding van de herders werd gemaakt door de Italiaanse kunstschilder Tommaso Dolabella. Daarboven bevindt zich een voorstelling van de kruisafname en het altaar wordt bekroond met een beeld van Johannes de Doper. Aan de linkerzijde van het hoofdaltaar bevindt zich het vroeg-17e-eeuwse rococoaltaar van de Moeder van Smarten, rechts het eveneens 17e-eeuwse Maria Magdalena-altaar.
- De schatkamer. Naast de monstransen, kruisen, kelken en paramenten bevindt zich hier een waardevol werk van een Madonna met Kind dat toegeschreven wordt aan Lucas Cranach de Oude. Noemenswaardig is ook een reliquiarium met een afbeelding van Maria en Kind dat in 1434 werd verworven. Oorspronkelijk zou de afbeelding vanuit Tsjechië naar Krakau zijn gebracht om schending door hussieten te voorkomen. Het relikwieschilderij zou de gave bezitten om demonen uit te drijven en wordt daarom Madonna terribilis daemonibus genoemd.
- Delen van de vensters in het presbyterium dateren nog uit 1430.
- Het triomfkruis tussen het schip en het koor; aan de zijden en de voet van het kruis de beelden van de Maagd Maria, Johannes en Maria Magdalena.
- Het fraaie koorgestoelte uit 1632 dat is versierd met beelden van heiligen en schilderijen met scènes uit de geschiedenis van de orde.
- De laat-barokke kansel; de preekstoel is als een op golven drijvend schip vormgegeven en wordt ondersteund door zeemeerminnen en dolfijnen. Op het zeil is een scène van Christus die vanuit het schip de menigte onderwijst.
- Het in de noordelijke zijbeuk gelegen altaar-mausoleum van de heilige Stanislaus van Kazimierz.

## Afbeeldingen

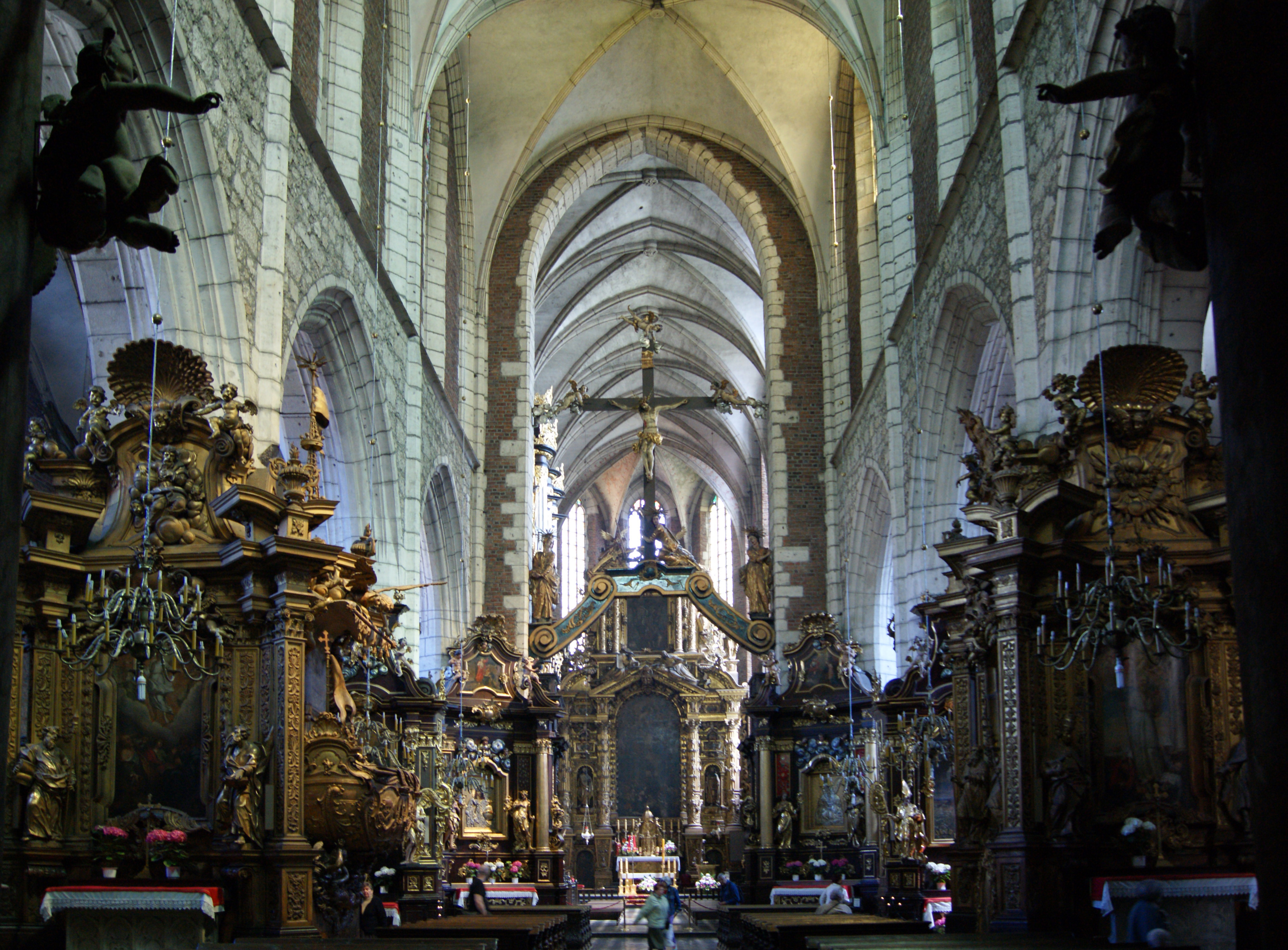
Interieur
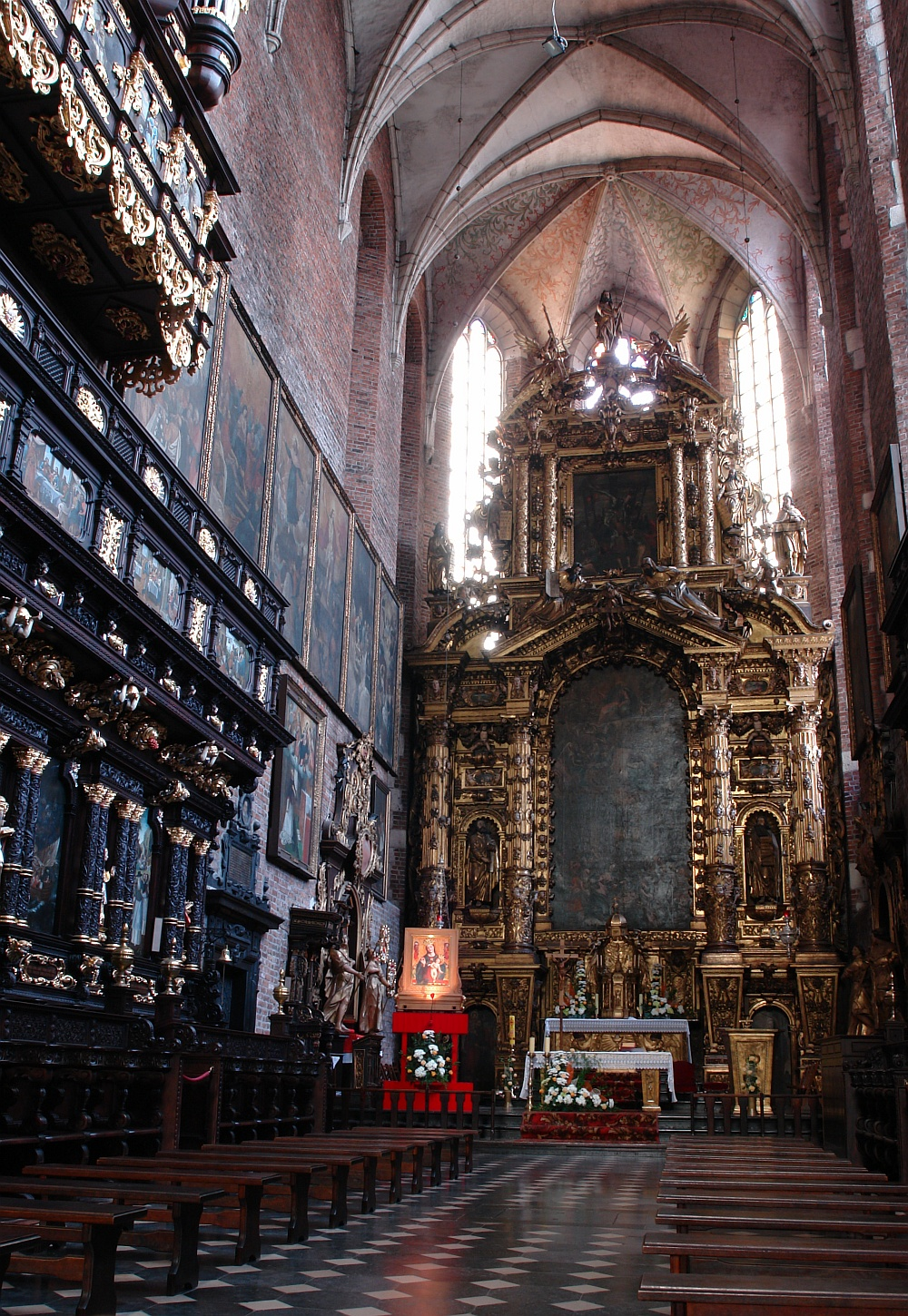
Hoofdaltaar
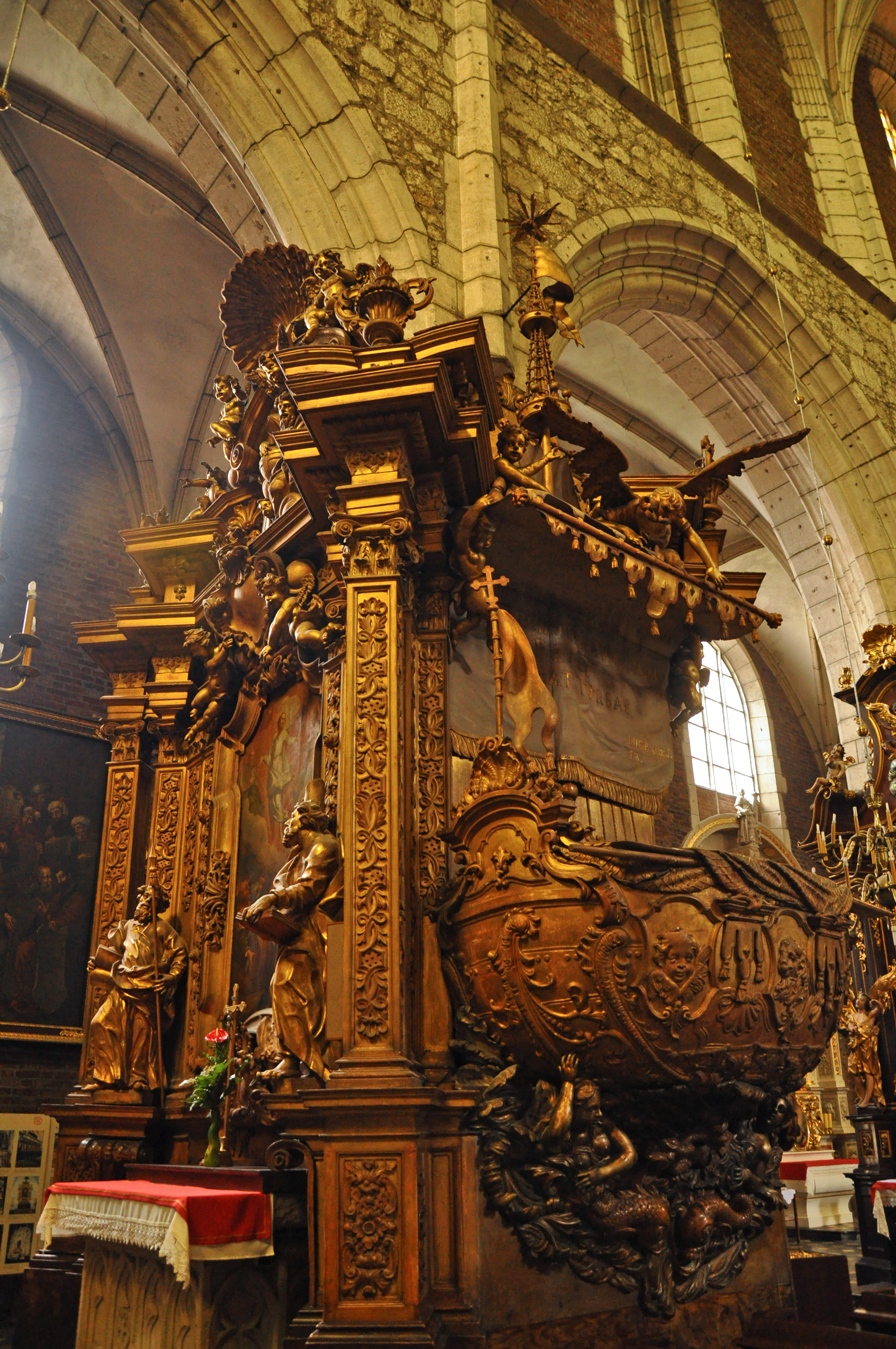
De laat-barokke kansel
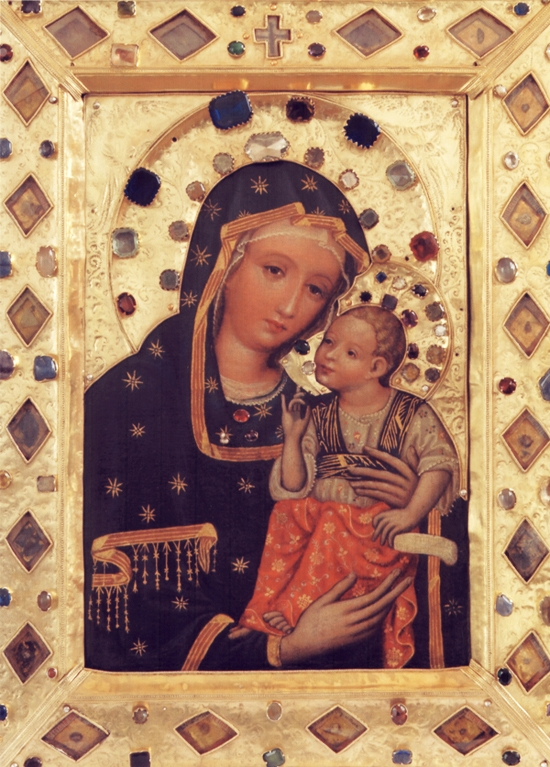
Madonna terribilis daemonibu (14e-eeuws Madonnapaneel dat veelvuldig werd gebruikt bij duiveluitdrijving)
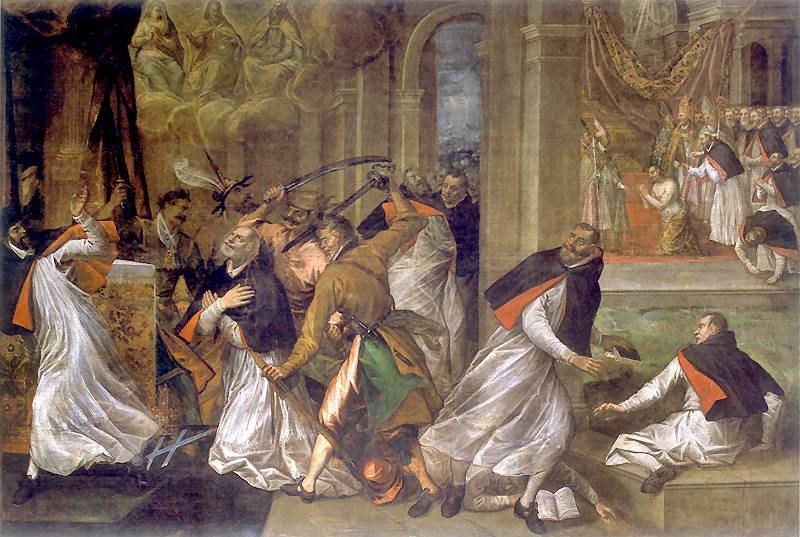
Schilderij het martelaarschap van Thomas Becket (Tommaso Dolabella-1627)